# フツの十戒
フツの十戒（フツのじっかい、Hutu Ten CommandmentsまたはTen Commandments of the Bahutu）は、ルワンダのキガリで発行されていた反ツチ系の新聞、カングラ第6号に掲載された文章である。フツの十戒は、ルワンダ愛国戦線による1990年の侵攻から1994年のルワンダ虐殺までの期間において、フツ過激派による反ツチプロパガンダの典型例として度々言及されたことで知られる。カングラの編集長ハッサン・ンゲゼは、2003年にルワンダ国際戦犯法廷(ICTR)によりジェノサイドと人道に対する罪による告発を受け、第1審で終身刑の有罪判決を受けたが第2審で懲役35年に減刑された。

## 概要
「フツの十戒」はカングラ第6号(1990年12月発行)の「フツの良心に訴う」と題された記事内に掲載された文章で、記事自体は、以前のカングラで取り上げられた「ツチの植民地計画」という記事への1つの返答として書かれた。「フツの良心に訴う」は、導入部を除くと全体で5部から成っており、「フツの十戒」はその第5部に書かれている。
同じ内容がミルコリンヌ自由ラジオ・テレビジョン(RTLM)でも放送された。
この内容は市民にショックを与え、キガリではこのことで持ちきりだったという。
ルワンダ人だけでなく外国人にもその民族差別性が問題視され、ヨーロッパにおけるユダヤ人差別と同列のものだと見なされた。

## 内容
「フツの十戒」はルワンダ大虐殺関連の書籍では大概触れられており、英訳やフランス語訳などを載せた文献がある
。
ただ、文献によって若干の違いが見られる。
ここでは、ICTRの「メディア裁判」第1審判決文に証拠として載せられたものを用いた。
1. ツチの女は、それがどこにいようとも、ツチという民族グループに雇われて動いているのだということを全てのフツ男性は知るべきである。その結果として、ツチの女と結婚したフツ男性ツチの情婦を持つフツ男性ツチの女を秘書や側近にしているフツ男性はすべて裏切り者だと考えられる。
2. フツの娘は、女性、妻、母の役割において、より凛々しく、誠実であることを全てのフツ男性は知るべきである。彼女達は、より可愛らしく、よい秘書で、より誠実なのではないか？
3. フツの女性たちよ、気をつけよ、自分の夫や兄弟、息子の正気を取り戻させよ。
4. 全てのツチは、ビジネスの取引において不誠実であることを、すべてのフツ男性は知るべきである。彼らは、民族の優越性を追い求めているだけなのだ。「リザバラ ウワリライェ(RIZABARA UWARIRAYE)」[注 2]結果としてツチとビジネスパートナーの関係になったフツ男性自分の金や国家の金をツチの会社に投資するフツ男性ツチと金の貸し借りをするフツ男性ビジネスで(輸入ライセンス、銀行融資、建設用地、一般入札で)ツチに融通するフツ男性はすべて裏切り者だと考えられる。
5. 政治、行政、経済、軍事、治安の領域の戦略的位置の大部分はフツに任されねばならない。
6. 教育部門において（生徒、学生、教員の）大部分はフツでなければならない。
7. ルワンダ軍はフツのみで作られるべきである。これは、1990年の10月戦争[注 3]で学んだ教訓である。兵士はツチの女と結婚してはならない。
8. フツは、ツチに憐れみの情を持つのをやめねばならない。
9. どこにあろうとも、フツ男性は団結し、連帯し、フツの兄弟の運命に関心を持たねばならない。故国に、そして海外にあるフツは、バンツー族の兄弟をはじめとして、フツ運動のために友人と同盟者を常に探さなければならない。フツは常に、ツチのプロパガンダに反撃を加えなければならない。フツは、社会にあふれている敵ツチに対して身を引き締め、かつ警戒を続けなければならない。
10. あらゆるレベルで、1959年の社会革命、1961年の国民投票、そしてフツのイデオロギーをフツに教えなければならない。全てのフツは、今あるイデオロギーを広く普及させねばならない。このイデオロギーを読んだ、広めた、教えたという理由で兄弟達を処罰したフツはどんな者でも裏切り者だと見なされる。

## 誤解
多くの文献ではっきりと書かれていないために、「フツの十戒」がカングラ編集長のハッサン・ンゲゼによる創作物であるかのように勘違いされることがあるが、これは誤りである。
実は、「フツの十戒」はカングラにだけ掲載されたのでもなく、また、カングラが初めて掲載したのでもない。
カングラ以前にマスウェラ(Masuwera)に掲載されたほか、インテラ(Intera)、ウムラワ(Umrawa、Umuravaと記す場合もある)などのルワンダ国内の新聞も掲載している。
また、親RPF系の新聞カングカですら掲載していた。
一方、「フツの十戒」は以前から流通していた文章だが、「フツの良心に訴う」の記事自体はカングラが自分達で書いた文章であり、反ツチの主張に満ちている点は留意すべきである。

## ツチの19の戒律
カングラ1990年第4号には「ツチの19の戒律」と呼ばれる文章が掲載された。
カングラに掲載された時は、「ツチの植民地計画」という名前で掲載された。
カングラ第4号掲載の「ツチの19の戒律」の前には序文が置かれており、「権力を再び握ろうとしている者たちの古い計画は、今日でも活発である。
キヴや中央アフリカのツチによる植民地化計画である。」と書かれている
。
これは、カングラが独自に付け加えた文章である。
この文書のオリジナルは1962年以来流布されていたもので、ツチの学生が書いたものである。内容は、ツチによるフツ支配を扇動する露骨なプロパガンダ文書である。
文書は「我々がどのくらいの数なのかを考えれば、その数は少ない。しかし、1960年の選挙に続いて、我々はバンツー族の愚かさに頼るという方法で権力を握るのである」というフレーズで始まる。
第5の戒律には「我々は、選挙で選ばれたフツ族全部を責任ある地位から異動させることができるのだから、彼らと友人になろうではないか。彼らに何か贈り物、特にビールを贈ろうではないか。こうすれば、我らの仕事はいとも簡単に達成できるだろう」、第13の戒律には「フツ族は他人に仕えるために造られたのだということを忘れてはならない」、第16の戒律には「我々の目的達成が失敗するのならば、我々は暴力を用いるであろう」とある。
ICTRの「メディア裁判」で検察側は、内容は同じではあるものの、カングラに掲載されたものはオリジナルとは表現が異なっており、一見カングラが公平であるかのように偽装しているだけで、実際は反ツチプロパガンダの一環として掲載されたものだと主張したが、判決文では証拠不十分として退けられている。

## 影響力
ルワンダ大虐殺の研究では、ジェノサイドのイデオロギーが大虐殺開始以前からあった証拠として、古くから「フツの十戒」があげられてきた。
しかし、スコット・シュトラウスの実証的な研究により、ジェノシデールのほとんどが「フツの十戒」という名すら聞いたことがなかったことが明らかにされている。
カングラがキガリやエリート層で読まれていたことは疑いがなく、また、全国レベルでもカングラがルワンダ中に配布されており、集会でも読み上げられるなどしていたことは間違いないが、それらに触れた人々は、ルワンダ国民のごく一部であったと考えられる。
「フツの十戒」に見られるような過激な反ツチのプロパガンダは一般大衆、特に農村部ではまったく浸透しておらず、ジェノサイドに影響力を持ったとは考えられない。

## 注
1. ↑  例えば、African Rights, Rwanda, Death, Despair and Defiance(revised edition), African Rights, London, 1995, pp.42-43やJohn A. Berry and Carol Pott Berry (eds.) Genocide in Rwanda: A Collective Memory
, Howard University Press, Washington, D.C., 1999, pp. 113–115、J-P. Chrétien et al, Rwanda, Les Medias du Génocide, Karthala, Paris, 1995, pp.141-142などがあげられる。
2. ↑  眠らずに夜をすごした者のみが、夜について語ることが出来る、という意味[9]。
3. ↑  ルワンダではルワンダ内戦のことを普通は、10月戦争と呼んでいる[12]。
4. ↑  これらは、親MRNDか親CDRの新聞で、多くの編集が北部ルワンダ出身者のフツからなっていた
[14]。

インテラは、セラフィン・ルワブクンバとパスツール・ムサベが作った新聞である[14]。
インテラは、ハビャリマナ体制のもとでの経済発展を大衆に確信させることを目的としていた[14]。
5. ↑  ルワンダでは、バナナビールが好んで飲まれている。